# Teoría empírica de la percepción
La teoría empírica de la percepción es una explicación de cómo surgen las percepciones . Estas teorías sostienen que los sistemas sensoriales incorporan información sobre las propiedades estadísticas del mundo natural en su diseño y relacionan los estímulos recibidos con esta información, en lugar de analizar la estimulación sensorial en sus componentes o características .

## Relatos empíricos de la visión
La percepción visual se inicia cuando los objetos en el mundo reflejan los rayos de luz hacia el ojo. La mayoría de las teorías empíricas de la percepción visual comienzan con la observación de que la estimulación de la retina es fundamentalmente ambigua. En los informes empíricos, el mecanismo más comúnmente propuesto para eludir esta ambigüedad es la " inferencia inconsciente ", un término que se remonta a Helmholtz.[cita requerida]
Según Hatfield, Alhazen fue el primero en proponer que los procesos cognitivos de alto nivel ("juicios") podrían complementar la percepción sensorial para conducir a una percepción verídica de la distancia, sugiriendo que estos "juicios" son formalmente equivalentes a silogismos . Descartes amplió y refinó esta cuenta. Berkeley se apartó de esta tradición, presentando la nueva idea de que los sistemas sensoriales, en lugar de realizar operaciones lógicas sobre estímulos para llegar a conclusiones verídicas (es decir, estos rayos de luz vienen con ciertas orientaciones relativas entre sí, por lo tanto su fuente está a cierta distancia), hacer asociaciones, de modo que, por ejemplo, si ciertos atributos sensoriales concurrentes usualmente están presentes cuando un objeto está a una distancia determinada, un observador vería un objeto con esos atributos a esa distancia. Para Helmholtz, las asociaciones berkeleyanas forman las premisas para los "juicios" inductivos, en el sentido que Alhazen da al término. Helmholtz fue uno de los primeros pensadores sobre el tema en aumentar su razonamiento con un conocimiento detallado de la anatomía de los mecanismos sensoriales.[cita requerida]
En el trabajo actual de Herlmholt’z, el uso del término se interpreta como referencia a algún mecanismo que aumente las impresiones sensoriales con conocimiento adquirido o mediante la aplicación de heurística. En general, las teorías empíricas contemporáneas de la percepción buscan describir y/o explicar los fundamentos fisiológicos de esta "inferencia inconsciente", particularmente en términos de cómo los sistemas sensoriales adquieren información sobre las características estadísticas generales de sus entornos (ver estadísticas de escena natural) y aplicar esta información a los datos sensoriales para dar forma a la percepción. Un tema recurrente en estas teorías es que la ambigüedad del estímulo es rectificada por un conocimiento a priori  sobre el mundo natural.[cita requerida]

## Enfoque totalmente empírico de la percepción visual
El enfoque totalmente empírico de la percepción, desarrollado por Dale Purves y sus colegas, sostiene que los objetos de percepción son determinados únicamente por la experiencia evolutiva e individual con impresiones sensoriales y los objetos de los que derivan. El éxito o fracaso del comportamiento en respuesta a estas impresiones sensoriales tiende a aumentar la prevalencia de estructuras neuronales que apoyan algunas formas de interpretar la entrada sensorial mientras disminuyen la prevalencia de estructuras neuronales que apoyan otras formas de interpretar la entrada sensorial.

En la cuenta totalmente empírica, esta estrategia determina cualidades de percepción en todos los dominios visuales y modalidades sensoriales. La acumulación de evidencia sugiere que la percepción del color, el contraste, la distancia, el tamaño, la longitud, la orientación de la línea y los ángulos, y el movimiento así como el tono y la consonancia en la música, pueden ser determinados por asociaciones derivadas empíricamente entre los patrones sensoriales que los seres humanos han experimentado siempre y el éxito relativo del comportamiento en respuesta a esos patrones.

## La estrategia totalmente empírica
La teoría de la percepción totalmente empírica se aparta de muchas otras teorías empíricas al reconocer la gravedad del problema inverso óptico . Para ilustrar este problema, imagine que se usan tres mangueras para llenar un cubo con agua. Si se conoce cuánta agua ha contribuido cada manguera, es sencillo calcular cuánta agua hay en el cubo. Este tipo de problemas se conocen como problemas "hacia adelante", y a los científicos les gustan porque son fáciles de resolver. Pero si en cambio, todo lo que se sabe es la cantidad de agua en el cubo, es imposible averiguar, solo sobre esta base, cuánta agua vino de cada manguera: es imposible trabajar "hacia atrás" desde el cubo hasta el mangueras. Este es un ejemplo simple de un problema inverso . Las soluciones a estos problemas rara vez son posibles, aunque a veces pueden aproximarse mediante la imposición de restricciones basadas en supuestos en el " espacio de solución ".[cita requerida]
Navegar por el mundo basándose únicamente en la estimulación sensorial representa un problema inverso en el ámbito de la biología. Considere, por ejemplo, el caso de la distancia y la longitud de la línea. Cuando la luz reflejada desde un objeto lineal cae sobre la retina , el objeto en el espacio 3D se transforma en una línea bidimensional. Sin embargo, tenga en cuenta que una línea distante puede formar la misma imagen en la retina como una línea más corta pero cercana. Todo lo que reciben los ojos es una imagen, que es análoga al cubo de agua. Es imposible retroceder para conocer la distancia real, la longitud y la orientación de la fuente de la línea proyectada, de manera análoga a la cantidad de agua que proviene de cada manguera. A pesar de este hecho, los percipientes generalmente se comportan de manera efectiva en respuesta a la estimulación sensorial.[cita requerida]
El problema de la óptica inversa presenta un dilema para los enfoques tradicionales de la percepción. Por ejemplo, los defensores de la detección de características o, en términos más actuales, el filtrado neural , proponen que el sistema visual realice cálculos lógicos en las entradas de la retina para determinar aspectos de niveles más altos de una escena perceptiva como el contraste, el contorno, la forma y las percepciones de color. Sin embargo, dado el problema inverso, es difícil imaginar cómo serían útiles estos cálculos, si se realizaran realmente, ya que tendrían poco o nada que ver con las propiedades del mundo real. Los enfoques empíricos de la percepción adoptan un enfoque diferente, argumentando que la única forma en que los organismos pueden superar con éxito el problema inverso es explotar su larga y variada experiencia pasada con el mundo real.[cita requerida]
El enfoque totalmente empírico sostiene que esta experiencia es el único determinante de las cualidades perceptivas. La razón por la que los percipientes ven un objeto como oscuro o claro, según el argumento, es que tanto en nuestro pasado como en el pasado de la especie valió la pena para verlo de esa manera particular. Volviendo a la analogía del cubo, imagine que cada una de las tres mangueras bombea agua de un color diferente: una bombea agua negra, una bombea agua gris y otra bombea agua clara. Todo lo que uno ve es el agua en el cubo, que puede ser transparente, gris, negro o cualquier sombra entre ellos. Como se esperaba, es imposible realizar algún cálculo sobre el color del agua en el cubo para averiguar cuánta agua salió de cada manguera. Ahora imagine que es su trabajo apostar a cuánta agua salió de la manguera gris. Las relaciones de salida de las mangueras no son aleatorias, pero varíanen todo tipo de formas complicadas en función de la hora del día, cuánto tiempo lleva llenar el cubo, etc. Al principio, su comportamiento en respuesta al color del cubo puede no ser tan bueno, pero con el tiempo esto mejorará gradualmente. a medida que diferentes matices y comportamientos en respuesta se asociaron por prueba y error. La clave es que para mejorar debes saber si tus comportamientos funcionaron al interactuar con el mundo.[cita requerida]
En la vista totalmente empírica, la imagen de la retina es como el cubo y lo que ves está determinado por los comportamientos pasados que han tenido éxito. Aunque este ejemplo es simplista, ilustra la estrategia general que utiliza el sistema visual para solucionar el problema inverso. Durante millones de años, las personas cuyos sistemas visuales vincularon con más éxito la estimulación sensorial con el comportamiento exitoso ganaron. En esta perspectiva, el problema inverso no se resuelve realmente, lo que sería análogo a calcular las salidas de las tres mangueras, el resultado podría estar lo suficientemente cerca como para comportarse adecuadamente en respuesta a los estímulos. [cita requerida]

## Color
La visión de color depende de la activación de tres tipos de células cónicas en la retina humana, cada una de las cuales responde principalmente a un espectro diferente de frecuencias de luz. Mientras que estos mecanismos retinianos permiten el proceso subsecuente del color, sus características por sí solas no pueden explicar la gama completa de los fenómenos de la opinión del color. En parte esto se debe al hecho de que la iluminancia (la cantidad de luz que brilla sobre un objeto), reflectancia (la cantidad de luz que un objeto está predispuesta a reflejar), y la transmitancia (la medida en que el medio de la luz distorsiona la luz mientras viaja) se inflan en la imagen retiniana. Esto es problemático porque, si la visión de color es ser útil, debe de alguna manera guiar el comportamiento en línea con estas propiedades. Aun así, el sistema visual sólo tiene acceso a la entrada retiniana, que no distingue las contribuciones relativas de cada uno de estos factores a los espectros de luz finales que estimulan la retina.[cita requerida]
Según el marco empírico, el sistema visual resuelve este problema extrayendo en la especie y la experiencia individual con las imágenes retinianas que han significado diversas combinaciones de la iluminancia, de la reflectancia, y de la transmitancia en el pasado. Sólo aquellas asociaciones que condujeron a un comportamiento adecuado fueron retenidas a través de la evolución y el desarrollo, llevando a un repertorio de asociaciones neuronales y predisposiciones del campo de la percepción del color en el mundo.[cita requerida]
Una forma de probar esta idea es ver si la frecuencia de co-ocurrencia de espectros de luz predice efectos simultáneos de contraste de color (ver imagen Fig. 1). Purves demostró que por muestreo de miles de imágenes naturales, el análisis de las asociaciones entre los colores de destino y los colores de sus alrededores podría explicar los efectos perceptivos como los que se ven a la derecha. En lugar de explicar el color divergente de los perceptos como subproductos desafortunados de un mecanismo de percepción de color normalmente verídica, según este trabajo los diferentes colores que los humanos ven son simplemente los subproductos de nuestra especie y la exposición individual a la distribución de espectros de colores en el mundo.[cita requerida]